# Dvd
Dvd er et digitalt, optisk lagermedie til film, programmer eller data. 
Oprindeligt var det forkortet som DVD, men efter optagelse som navneord i retskrivningsordbogen, bliver det også stavet dvd. Det engelske ord DVD var oprindeligt en forkortelse for digital video disc. Nogle medlemmer af DVD Forum mente senere at det skulle stå for digital versatile disc, pga. lagermediets potentiale for andet end videolagring. Toshiba, som vedligeholder DVD Forum, benytter sig af fortolkningen digital versatile disc, men der er dog aldrig kommet nogen konsensus i denne sag. Det almindeligt brugte engelske navn er DVD, hvor bogstaverne ikke står for noget.
En dvd er en type compact disc, som kan indeholde langt flere informationer end de almindelige cd-rom'er, som anvendes til lagring af f.eks. musikfiler. En dvd kan som minimum indeholde 4,7 gigabyte – nok til en hel film. MPEG-2 anvendes til at komprimere data til lagring på en dvd. Dvd-drev er bagud-kompatible og kan afspille cd-rom'er.

## Typer og varianter
Dvd findes i 3 typer, der hver er rettet mod en bestemt type indhold:
- Dvd-audio – indeholder lyd, musik
- Dvd-data – indeholder data
- Dvd-video – indeholder video, film

For alle typer gælder det dog, at de gemmes på alle varianter (se nedenfor).
Der findes imidlertid forskellige tekniske varianter:
- Dvd-rom – "read only memory", laves i en industriel trykkeproces, typisk købe-dvd. Formatet kan normalt læses af pc'er.
- Dvd formaterne kan normalt læses og brændes af pc'er.
  - Dvd-r – hele sessionen skal skrives på en gang – og der kan være flere sesioner på en disc.
  - Dvd-rw – Kan skrives på flere gange, man kan skrive enkelte filer, og behøver ikke skrive det hele i en session.
- Dvd+ formatene kan normalt læses og brændes af pc'er.[2]
  - Dvd+r – hele sessionen skal skrives på en gang – og der kan være flere sesioner på en disc.
    - Dvd+r DL – dual-layer; dobbeltlags. Kan have omkring 8,5 gigabyte.

  - Dvd+rw[3]
    - Dvd+rw DL – dual-layer; dobbeltlags. Kan have omkring 8,5 gigabyte.[4]
- Dvd-ram – "random access memory": kan skrives på flere gange, man kan skrive enkelte filer, dvs. sammenlignelig med en flytbar harddisk. Formatet kan normalt ikke læses og brændes af pc'er.

(R=kan skrives på én gang (Recordable once), RW = kan skrives på flere gange (ReWritable))
Desværre har fabrikanterne ikke kunnet enes om én standard for dvd, så man skal tage sig i agt, hvis man vil formidle data via dette medie. Det kan lidt sammenlignes med "krigen" mellem VHS og Betamax, dog med den forskel at ingen af formaterne er klart teknisk overlegent i dette tilfælde, men til gengæld er delvist kompatible.
Der findes 2 varianter, der symboliseres med et -tegn og et +tegn. DVD Forum (Hitachi, Matsushita, Mitsubishi, Pioneer, Philips, Sony, Thomson, Time Warner, Toshiba og Victor) lavede de officielle DVD-R(W)-standarder. Da licensomkostningerne for denne teknologi var/er meget høj, lavede industrien en ny gruppe: DVD+RW Alliancen ( Dell, Hewlett-Packard, Verbatim, Philips, Ricoh, Sony, Thomson og Yamaha), der skabte DVD+R(W)-standarden med lavere licenspriser. Priserne for blanke dvd-skiver er nogenlunde ens for de to typer.
Nogle dvd-optagere kan kun optage på enten + eller – mens andre kan på begge. Dette forhold er vigtigt at være opmærksom på ved køb af blanke dvd-skiver. Fælles er imidlertid at hjemmelavede DVD-RW, DVD+RW og finaliserede DVD-R og DVD+R i princippet kan afspilles på en hvilken som helst DVD-optager, DVD-afspiller og computer med dvd-drev. I praksis er der dog enkelte maskiner hvor dette ikke er tilfældet ligesom man kan komme ud for at en DVD der virker fint i en afspiller ikke virker i en anden.

## Kapaciteter
En dvds kapacitet er større end en cds – helt op til 15 gange større. Men igen er dvd-produktionen ikke færdigudviklet endnu, så der findes flere udgaver:
- Dvd-5: enkeltsidet, enkelt lag, 4.7 gigabytes (GB)
- Dvd-9: enkeltsidet, dobbelt lag, 8.5 GB
- Dvd-10: dobbeltsidet, enkelt lag på begge sider, 9.4 GB
- Dvd-14: dobbeltsidet, dobbelt lag på den ene side, enkeltlag på den anden, 13.2 GB
- Dvd-18: dobbeltsidet, dobbelt lag på begge sider, 17.1 GB

## Fremtidsmuligheder
Udviklingen af optiske diske kapacitet fortsætter stadigt. Kravet til lagerplads bl.a. til sikkerhedskopier vokser sideløbende med udvikling og salg af magnetiske diske, hvis kapacitet er over en terabyte for en enkelt pladestation.
Standarder for kompression af billeder er også under løbende udvikling, hvor man forsøger at komprimere de levende billeder endnu mere ved hjælp af MPEG-4 teknologi. Så dvd-afspilleren og dvd-optageren, som i dag er moderne i husholdningerne, vil nok blive erstattet af nye apparater om få år.
I 2006 lanceredes både HD DVD og Blu-ray som potentiel afløser for dvd'en. De har begge flere gange højere kapacitet end dvd, men også dyrere.
Februar 2008 trak Toshiba sig med deres HD DVD, hvor Microsoft stadig holdt fast nogle måneder endnu. Microsoft satser nu officielt på digital distribution i stedet for optiske medier.
Så fremtidens format er Blu-ray fra Sony. Mange spår dog, at DVD'en vil overleve mange år endnu, da det er meget billigere, især for små produktioner, at sende film ud på dvd.

## Kopiering af dvd'er
Den proces, hvorved man fremstiller kopier af en dvd-master, kaldes replikering.
Den danske ophavsretslovgivning tillader kopiering fra digitalt format til digitalt format, hvis det er til eget brug (f.eks. sikkerhedskopi, brug i bilen eller sommerhus). 
Siden 22 december 2002, hvor det såkaldte infosoc-direktiv blev vedtaget, har det dog ikke været tilladt at bryde eller omgå 'tekniske foranstaltninger' (kopispærring) for at lave en kopi af mediet (f.eks. en dvd). Det er dog tilladt at bryde eller omgå disse foranstaltninger hvis det er nødvendigt for at se eller høre indholdet.
Mere specifikt må man (såfremt produktet ikke er kopibeskyttet) :
- Kopiere en cd og spille den til en privat fest (også hos andre).
- Kopiere en cd og lytte til den på kontoret på din arbejdsplads.
- Kopiere en cd/dvd til bilen, sommerhuset, båden og til din discman eller mp3-afspiller.
- Bryde en dvd-regionskode. Der findes en del websites som formidler dvd-drev firmware som kan ændre regionskode eller henviser til nyere firmware.[7][8]

På produkter med kopibeskyttelse må man: 
- Omgå eller bryde en kode eller kryptering på fx en dvd-film, en musik-cd eller netradio i det omfang, det er nødvendigt for at kunne se filmen eller lytte til musikken privat. Det er fx ikke ulovligt, at du bryder krypteringen på en dvd, hvis det er nødvendigt, for at du kan afspille dvd’en på din private pc ved hjælp af fx et Linux-styresystem.

Nogle programmer der kan bruges til formålet er:
- Dvd til DivX/Xvid brug "FairUse Wizard"
- Dvd til VCD, SVCD, DivX brug "DVDx"
- Dvd til Dvd-brug "DVD Shrink"